# Phylicia George
Phylicia George (née le 16 novembre 1987 à Scarborough) est une bobeuse et athlète canadienne, spécialiste du 100 mètres haies.

## Biographie
Elle se classe 7e des Championnats du monde 2011, à Daegu, après avoir établi un nouveau record personnel en demi-finale en 12 s 73 (-0,1 m/s).
Blessée en 2013 à l'ischio-jambier (tendinite à la jambe gauche et deux déchirures à la jambe droite), elle retrouve les pistes en 2014 lors des Jeux du Commonwealth.
Elle se classe 8e de la finale des Jeux olympiques de Rio en 12 s 89, sa 2e finale olympique individuelle après Londres 2012 (5e). Avec l'équipe du relais 4 x 100 m, les Canadiennes atteignent la finale qu'elles terminent 7e en 43 s 15.
Le 16 février 2017, elle porte son record personnel 60 m haies à 7 s 93.
Elle se prépare à également participer aux Jeux olympiques d'hiver de 2018 dans l'épreuve du bobsleigh. Elle est officiellement sélectionnée par la Fédération Canadienne et remporte la médaille de bronze de bob à deux avec Kaillie Humphries,.

## Palmarès
| Date | Compétition             | Lieu           | Résultat | Épreuve     | Temps         |
| ---- | ----------------------- | -------------- | -------- | ----------- | ------------- |
| 2011 | Championnats du monde   | Daegu          | 7e       | 100 m haies | 17 s 97       |
| 2012 | Jeux olympiques d'été   | Londres        | 5e       | 100 m haies | 12 s 65       |
| 2015 | Jeux panaméricains      | Toronto        | 5e       | 100 m haies | 13 s 00       |
| 2015 | Jeux panaméricains      | Toronto        | 3e       | 4 x 100 m   | 43 s 00       |
| 2016 | Jeux olympiques d'été   | Rio de Janeiro | 8e       | 100 m haies | 12 s 89       |
| 2016 | Jeux olympiques d'été   | Rio de Janeiro | 6e       | 4 x 100 m   | 43 s 15       |
| 2018 | Jeux olympiques d'hiver | Pyeongchang    | 3e       | Bobsleigh   | 3 min 22 s 89 |
| 2018 | Championnats NACAC      | Toronto        | 3e       | 4 x 100 m   | 43 s 50       |

### Coupe du monde de bobsleigh
- 2 podiums  : 
  - en bob à 2 : 1 victoire et 1 deuxième place.

#### Détails des victoires en Coupe du monde
| Édition   | Bob à 2   | Monobob |
| 2017-2018 | Altenberg |         |

## Records
| Épreuve     | Performance | Lieu    | Date            |
| ----------- | ----------- | ------- | --------------- |
| 60 m haies  | 7 s 93      | Lodz    | 16 février 2017 |
| 100 m haies | 12 s 65 x2  | Londres | 7 août 2012     |